# Jang Se-hong
Jang Se-hong (* 23. Oktober 1953) ist ein ehemaliger nordkoreanischer Ringer.

## Biografie
Jang Se-hong gewann bei den Olympischen Sommerspielen 1980 in Moskau im Papiergewicht des Freistilringens die Silbermedaille. Selbiges gelang ihm bei den Asienspielen 1978 in Bangkok.